# Sound Asleep EP
Sound Asleep EP, također poznat i kao Whisper EP je drugi EP alternativne rock grupe Evanescence. Objavljeno je samo 50 kopija te je zbog toga veoma rijedak EP.

## Popis skladbi
1. "Give Unto Me"(Sound Asleep verzija) - 1:59
2. "Whisper" - 4:06
3. "Understanding" - 4:55
4. "Forgive Me" - 3:01
5. "Understanding"(Evanescence EP verzija) - 7:21
6. "Ascension Of The Spirit" - 11:48